# Мокрушино (Мішкинський район)
Мокру́шино (рос. Мокрушино) — присілок у складі Мішкинського району Курганської області, Росія. Входить до складу Шаламовської сільської ради.
Населення — 36 осіб (2010, 53 у 2002).